# Paracaesio kusakarii
Paracaesio kusakarii is een straalvinnige vis uit de familie van snappers (Lutjanidae) en behoort derhalve tot de orde van baarsachtigen (Perciformes). De vis kan een lengte bereiken van 60 cm. 

## Leefomgeving
Paracaesio kusakarii is een zoutwatervis. De vis prefereert een tropisch klimaat en leeft hoofdzakelijk in de Grote Oceaan. De diepteverspreiding is 100 tot 310 m onder het wateroppervlak. 

## Relatie tot de mens
Paracaesio kusakarii is voor de visserij van beperkt commercieel belang. In de hengelsport wordt er weinig op de vis gejaagd. 